# GeForce Now
GeForce Now — бренд, який використовується Nvidia для свого сервісу хмарного геймінгу. Версія GeForce Now Nvidia Shield, раніше відома як Nvidia Grid, була запущена в бета-версії в 2013 році, а в повний доступ вийшла 1 жовтня 2015 року. Підписка на сервіс надає користувачам доступ до бібліотеки ігор, розміщених на серверах Nvidia на весь термін дії підписки, що доставляється передплатникам через потокові сервіси. Окрім Nvidia хмарний геймінг пропонують компанії Microsoft, Amazon, Sony та інші невеликі провайдери.
У січні 2017 року Nvidia представили GeForce Now на платформах Windows і Mac для користувачів в Північній Америці та Європі у вигляді безкоштовної бета-версії. GeForce NOW дозволяє користувачам отримувати доступ до віртуальних комп'ютерів, де вони можуть встановлювати ігри з існуючих цифрових платформ розповсюдження, зокрема Steam, Epic Games, GOG, Ubisoft, Origin і Xbox Game Pass та грати в них віддалено. Як і в оригінальній версії Shield, віртуальний робочий стіл також транслюється з серверів Nvidia. У 2019 році до вищеназваних ігрових платформ додали Android та iOS.
Сервіс вийшов з бета-версії та був запущений для широкого загалу 4 лютого 2020 року. На даний момент доступний на пристроях Windows, macOS, Android, iOS, Shield TV, Chromebook, Tizen і WebOS. Винахідниками технології, на якій працює Geforce NOW були Франк Діард і Сюнь Ван. Всі права на патент належать компанії Nvidia.

## Особливості
GeForce Now складається з мережі серверів, розташованих у центрах обробки даних у Північній Америці та Європі, які підтримують і обслуговують ігрову бібліотеку GeForce Now для підписників у цих регіонах. 18 березня 2021 року NVIDIA оголосила про відкриття центру обробки даних у Монреалі, Канада, на додаток до двох вже існуючих центрів в Австралії через партнерство з Pentanet. Сервери використовують відеокарти Nvidia Tesla і можуть транслювати ігри з роздільною здатністю до 4K при 60fps або 1440p при 120fps. Nvidia рекомендує інтернет-з'єднання зі швидкістю 50 Мбіт/с для потоку 1080p/60fps, але сервіс також може передавати потоки у 720p/60fps зі швидкістю 25 Мбіт/с, 720р/30fps на швидкості вище 10 Мбіт/с і використовувати адаптивну трансляцію потокового відео для масштабування якості на основі пропускної здатності. Апаратне забезпечення на стороні сервера оновлюється з випуском Nvidia нових актуальних технологій для покращення якості потоків.
У січні 2025 року було оголошено про підтримку сервісом нових платформ, зокрема Steam Deck, Apple Vision Pro, гарнітур Meta Quest 3 і 3S, а також пристроїв віртуальної та змішаної реальності Pico у співпраці з компаніями Apple, Meta та ByteDance. Крім того, у 2024 році через партнерських провайдерів сервіс запустили у Японії, Колумбії і Чилі, а роком пізніше у Індії та Латинській Америці. В той же час сервіс припинив свою роботу у Росії починаючи з 2024 року.

## Ігрова бібліотека
Оригінальна бібліотека GeForce Now на Shield містила понад 80 ігор станом на березень 2016 року; на Game Developers Conference 2016 Nvidia оголосили про нові ліцензійні угоди з Sega та Warner Bros. Interactive Entertainment. Частина бібліотеки сервісу була доступна для потокового стрімінгу за підпискою. Деякі ігри були доступні лише за так званою системою «купи та грай», згідно з якою користувачі повинні були придбати окрему гру, щоб отримати до неї доступ. Така модель виявилася неефективною і, врешті, була замінена на нову, актуальну і на даний момент. 
Нинішня модель діє за таким принципом: по-перше, для користування сервісом, бажана користувачем гра має належати до бібліотеки GeForce Now; по-друге, користувач повинен мати дану гру у своїй бібліотеці Steam, Epic Games, GOG, Ubisoft чи Origin. У випадку, якщо бажана гра є безкоштовною (Fortnite, Genshin Impact, Destiny 2, Shatterline, Dota 2 та ін.), то і користування сервісом є безкоштовним.
Nvidia були фігурантом в низці суперечок щодо ліцензійних прав, пов'язаних з іграми в сервісі, особливо в лютому та березні 2020 року, коли сервіс вийшов із бета-версії. Activision Blizzard вилучили із бібліотеки сервісу всі свої ігри у лютому 2020 року, посилаючись на «непорозуміння» щодо умов. Після придбання Microsoft студії Bethesda, всі їх продукти також були вилучені через політику ексклюзивності насадженої Microsoft. На початку березня 2020 року 2K Games також зняли свої продукти з сервісу. А от Ubisoft, навпаки, додали свої ігри до бібліотеки сервісу 24 квітня 2020 року.
У 2020 році, Valve оголосили про запуск бета-версії своїх сервісів Steam Cloud Play, які будуть інтегровані з іншими хмарними ігровими сервісами, включаючи GeForce Now.
30 вересня 2021 року до GeForce Now приєдналися ігри Electronic Arts, включаючи Battlefield, Mirror's Edge Catalyst, Unravel і Dragon Age: Inquisition, доступні у бібліотеці сервісу. З того часу бібліотека сервісу регулярно поповнюється продукцією Electronic Arts. 
Станом на 2025 рік, бібліотека GeForce NOW налічує понад 2100 ігор.

## GeForce Now для ПК
На виставці Consumer Electronics Show у січні 2017 року Nvidia анонсували версію GeForce Now для платформ Windows і Macintosh. На відміну від версії для Nvidia Shield (яку Nvidia рекламували як подібну до Netflix), це окрема пропозиція, у якій користувачі можуть орендувати доступ до віддаленого робочого столу з доступом до останньої версії Windows із відеокартою GeForce GTX. Користувачі могли б встановлювати клієнти цифрового розповсюдження, такі як Steam, на віддалений робочий стіл, щоб завантажувати та запускати придбані або безкоштовні ігри. Передбачалося два цінові рівні з продуктивністю GTX 1060 і GTX 1080 відповідно. Цільовою аудиторією цього продукту Nvidia є користувачі, які хочуть грати в придбані ними сучасні ігри на несумісних з ними комп'ютерах, таких як ноутбуки та комп'ютери з низькими можливостями. 
Nvidia оголосили про заплановану бета-версію сервісу в березні 2017 року, але її мовчки скасували. У звіті про прибутки та збитки в травні 2017 року генеральний директор Nvidia Дженсен Хуанг повідомив, що бета-версія буде проведена «незабаром». Наприкінці жовтня 2017 року Nvidia запустили безкоштовну відкриту бета-версію послуги, обмежену платформою Macintosh, для користувачів у Північній Америці та Європі. У січні 2018 року платформу ПК також включили до сервісу GeForce Now, а 4 лютого 2020 року сервіс був запущений для широкої спільноти із в цілому більш позитивними відгуками порівняно з конкуруючим потоковим сервісом Stadia.
4 лютого 2020 року, коли GeForce Now офіційно завершили період бета-тестування, Nvidia представили два варіанти підписки — безкоштовну «Free» та платну «Founders».
18 березня 2021 року, GeForce Now змінили параметри підписок на «Free» та «Priority». На додаток до зміни параметрів, GeForce Now також оголосили, що кожен, хто придбав підписку «Founders» до 17 березня 2021 року, автоматично отримає безстрокову підписку «Founders for Life», яке продовжуватиме коштувати $4,99 на місяць, незалежно від подальшої цінової політики компанії, доки користувач оплачує сервіс без часових перебоїв. 21 жовтня 2021 року Geforce Now додали підписку «RTX 3080», яка включала сервери, що працюють на новітніх на той час відеокартах RTX 3080.
У січні 2023 року було анонсовано заміну «RTX 3080» на «GeForce NOW Ultimate» на базі відеокарт серії RTX 4080. Оновлені системи тепер були здатні обробляти та транслювати ігри з частотою до 240 FPS. Однак у роздільній здатності 4K ігри могли транслюватися з частотою кадрів 120 FPS. Також сервіс отримав підтримку ультра широкоформатних моніторів.
21 лютого 2023 року, Microsoft і Nvidia оголосили про 10-річне партнерство. Угода дозволяє перенесення ігор, як вже випущених, так і майбутніх, із сервісу Xbox Game Pass на GeForce NOW. Список ігор також включає проєкти від Activision Blizzard, котрих Microsoft придбали пізніше у 2023 році. Згідно з прес-релізом опублікованим одночасно обома компаніями: «Microsoft і NVIDIA негайно почнуть працювати над інтеграцією ПК-ігор Xbox у GeForce NOW, щоб учасники GeForce NOW могли стрімити відеоігри, які вони купують у Windows Store, включаючи ігри сторонніх партнерів, у яких видавець надав NVIDIA права на трансляцію. Комп'ютерні ігри Xbox, які зараз доступні в сторонніх магазинах, таких як Steam або Epic Games Store, також можна буде використовувати через GeForce NOW».
У листопаді 2024 року підписка «Priority» була перейменована на «Performance» та отримала підтримку моніторів з роздільною здатністю 1440p. Також від початку 2025 року запроваджено ліміт у 100 годин ігрового часу на місяць для всіх існуючих підписок.